# Алексеев, Никифор (подьячий)
Ники́фор Алексе́ев (XVII век) — подьячий Русского царства в правление царей Михаила Фёдоровича и Алексея Михайловича. 

## Биография
Ранняя биография неизвестна. Впервые упоминается в 1626/1627 году в качестве подьячего Поместного приказа с окладом 5 рублей. В 1630/1631 году — подьячий Рязанского стола Поместного приказа с окладом 11 рублей. В 1638 году упоминается ещё раз как подьячий того же приказа, имевший двор в Москве. С 1645/1646 по 1651/1652 годы — подьячий того же приказа. В 1648/1649 году указан его оклад в размере 3 рубля. Дальнейшая биография неизвестна.
Возможно, приведённые выше сведения относятся к нескольким лицам с одинаковыми именами.